# 戈爾比亞山脈

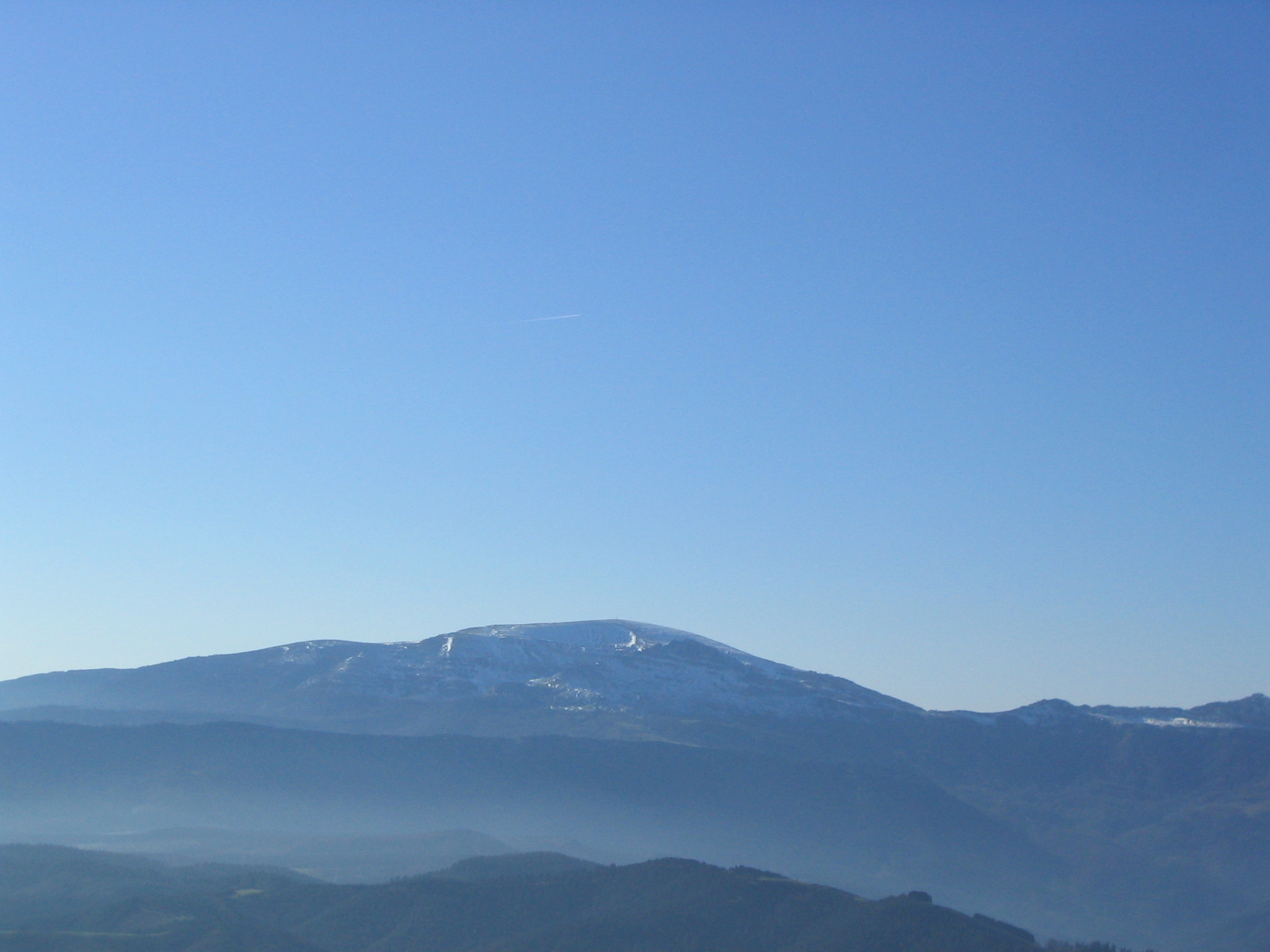
位于巴斯克自治区的戈尔比亚山脉

43°02′06″N 2°46′48″W / 43.035°N 2.77988°W
戈爾比亞山脈（西班牙語：Monte Gorbea），是西班牙的山脈，位於該國北部巴斯克自治區，屬於巴斯克山脈的一部分，最高點海拔高度1,481米，該地區被劃入自然公園範圍。